# Растеризация
Растеризация (англ. Rasterisation, Rasterization), растрирование — процессы, конечным результатом которых являются растровые изображения:

## В информатике
- Растеризация — это перевод изображения, описанного векторным форматом в пиксели или точки, для вывода на дисплей или принтер. Процесс, обратный векторизации.[1]
- Растеризация, или метод сканирования строк (англ. scanline rendering) — одна из групп методов рендеринга. Визуализация производится проецированием объектов сцены на экран без рассмотрения эффекта перспективы относительно наблюдателя. Растеризация треугольников — важнейшая часть рендеринга 3D объектов на дискретную (с пикселями) плоскость экрана. Для этого после определения видимых наблюдателю полигонов и сплайсинга из видимых частей невидимых частей полигона достаточно перевести мировые координаты получившихся треугольников (или разбить получившиеся многоугольники на составляющие треугольники) в экранные[2] и определить, какие пиксели экрана попадают в данный треугольник по формуле:

{\displaystyle {\begin{cases}((xa-x0)(yb-ya)-(xb-xa)(ya-y0))((xb-x0)(yc-yb)-(xc-xb)(yb-y0))>0\\((xa-x0)(yb-ya)-(xb-xa)(ya-y0))((xc-x0)(ya-yc)-(xa-xc)(yc-y0))>0\\((xb-x0)(yc-yb)-(xc-xb)(yb-y0))((xc-x0)(ya-yc)-(xa-xc)(yc-y0))>0\end{cases}}}  , где xa, ya, xb, yb, xc, yc - координаты треугольника, а x0, y0 — координаты пикселя  После чего растеризуются стороны треугольников, например, по Алгоритму Брезенхема, причём желательно растеризовать не все стороны, а, к примеру, только левые и верхние (строго вертикальные) для детерминированности независимо от порядка растеризируемых треугольников.

## В полиграфии
Термин зародился в середине XIX века с появлением офсетного способа печати и появлением технологии растра, необходимой для качественной печати.

### В фотографии и обработке растровых изображений
Растеризация в фотографии и обработке изображений означает получение эффекта, сходного с растеризацией изображения при офсетной печати.

### Восстановление изображений
Растеризация — наложение сетки, каждая из ячеек которой обрабатывается особым образом. В простейшем случае одна ячейка — один пиксель. Однако применяется и неоднотонная заливка ячейки, а по сложным алгоритмам — заливка оттенками цвета от одного края до другого, так называемая градиентная. В зависимости от выбора алгоритма заливки ячейки, становится возможным улучшение качества старых или поврежденных изображений.